# 후지사키 요시타카
후지사키 요시타카(일본어: 藤崎 義孝, 1975년 5월 16일 ~ )는 일본의 전 축구 선수이다.

## 구단 경력
과거 아비스파 후쿠오카에서 활동하였다.